# 阿尔贝·卡尔梅特
莱昂·夏尔·阿尔贝·卡尔梅特（法語：Léon Charles Albert Calmette，發音：[leɔ̃ ʃaʁl albɛʁ kalmɛt]；1863年7月12日—1933年10月29日），法国细菌学家、免疫学家、医生，曾在法国巴斯德研究所担任重要职位。他与助手卡米耶·介朗共同研发了对抗结核病的卡介苗（BCG），并发明了最早的抗蛇毒血清——卡尔梅特血清（Calmette's serum）。卡尔梅特与介兰曾获得诺贝尔奖提名。卡介苗已成为世界上使用最广泛的疫苗之一。

## 早年生活
1863年，卡尔梅特出生于法国尼斯。1881年他进入了布雷斯特的海军军医学校，此后作为海军助理军医前往英属香港，与知名医师万巴德一道工作。1885年，卡尔梅特返回法国，后获得巴黎大学的医学博士学位，其博士论文有关丝虫病。

## 职业生涯

### 早期工作
1887年，卡尔梅特被分派到圣皮埃尔和密克隆工作，此后又前往西非的加蓬、法属刚果研究疟疾、非洲人类锥虫病以及糙皮病。
1890年，卡尔梅特回到法国，在巴斯德研究院进修微生物学。1891年，受法国知名微生物学路易·巴斯德之托，卡尔梅特在法属印度支那的西贡建立了巴斯德研究所的分部。在西贡期间，卡尔梅特开始研究眼镜蛇的咬伤。1894年，卡尔梅特在巴黎研发出了最早的抗蛇毒血清，可治疗多种蛇类的咬伤。

### 研发卡介苗
1895年，卡尔梅特在法国里尔建立了巴斯德研究院的另一个分部。1897年，他在此遇到了助手卡米耶·介朗，二人此后一道研发对抗结核病的疫苗。
1919年，卡尔梅特开始担任巴斯德研究院巴黎总部的副主任。1920年，卡尔梅特和介兰宣布研发出了抗结核病的疫苗，卡尔梅特将其命名为“卡介苗”（BCG）。1921年，经过长期大量的试验，卡尔梅特和介兰研发的结核病疫苗被证实安全有效，开始上市接种。1921年5月，卡尔梅特当选英国皇家学会外籍院士。
截止1928年，已有超过10万剂卡介苗被用于接种，并在世界范围内获得广泛使用。同年，国际联盟宣布卡介苗可安全使用。1930年，德国吕贝克发生卡介苗接种事故，在约250名接种疫苗的婴儿中，有73人死亡。虽然德国政府在调查后发现是吕贝克的实验室遭到了污染，但此次事故使人们对该疫苗的安全性产生了一定担忧。

## 后世影响
1933年10月29日，卡尔梅特在巴黎逝世，享年70岁。
截止1948年，联合国儿童基金会连同丹麦红十字会，对约1400万人提供了卡介苗接种。第二次世界大战后，联合国儿童基金会、世界卫生组织以及红十字会大力推广疫苗接种计划，1948年-1974年间共有15亿儿童接种了卡介苗。而卡介苗也成为了世界上被最广泛接种的疫苗之一。